# Giniveth Soto
Giniveth Soto Quintana (f. Caracas, 14 de diciembre de 2014) fue una psicóloga y activista LGBT venezolana. En el ámbito del activismo, fue integrante de la organización Venezuela Igualitaria y enfocó su trabajo en la lucha por el reconocimiento del matrimonio entre personas del mismo sexo en el país y en el respeto a los derechos de las familias homoparentales.
En diciembre de 2016, dos años después de que Soto muriera en un asalto, ella y su esposa se convirtieron en las primeras mujeres lesbianas en ser reconocidas legalmente como madres de un menor en Venezuela, cuando el Tribunal Supremo de Justicia falló a favor de la maternidad de ambas.

## Activismo y legado
El 28 de junio de 2013, Soto se casó con su novia, Migdely Rondón, en Rosario, Argentina, y en diciembre de 2013 puso una denuncia luego de que el gobierno de Venezuela se negara a registrar la unión. Esto a pesar de que la ley venezolana permite el reconocimiento de matrimonios realizados en el extranjero, hecho que había llevado a la pareja a casarse en Argentina en primer lugar, como forma de generar un precedente en Venezuela.
En agosto de 2014, Soto tuvo un hijo con su esposa por medio de reproducción asistida en que Soto proporcionó el óvulo y Rondón el vientre. A principios de diciembre del mismo año, el gobierno negó la petición de registrar al niño legalmente como hijo de ambas.

### Asesinato de Soto
Soto fue asesinada la madrugada del 14 de diciembre de 2014 durante un asalto. El hecho ocurrió en el barrio Bellas Artes de Caracas, sector en el que Soto fue interceptada por delincuentes que intentaron robar su automóvil y quienes le propinaron un disparo en la cabeza. Ella se encontraba en el sitio debido a que aquella mañana estaba trabajando como taxista como forma de obtener ingresos adicionales.
Tras su muerte, Rondón denunció que la familia de Soto había cremado su cuerpo sin su consentimiento, a pesar de que reconocían la relación de ambas. Posteriormente, la familia de Soto intentó obtener legalmente la custodia del niño, al aseverar que Rondón había sido simplemente un «vientre de alquiler» y que por ende no debía tener derechos de maternidad. Ante ello, Rondón abandonó el país junto con su hijo y se mudó a Argentina.

### Demanda de maternidad
El 11 de marzo de 2016, Rondón presentó un recurso de amparo, por medio del abogado de Venezuela Igualitaria, José Manuel Simons, ante Unidad de Recepción y Distribución de Documentos del Circuito Judicial de Protección de Niños, Niñas y Adolescentes, para que se reconociera a ella y a Soto como madres legales de su hijo. El 28 de marzo del mismo año, el Tribunal Tercero de Primera Instancia de Juicio se declaró incompetente para tratar la causa y elevó la misma a la sala constitucional del Tribunal Supremo de Justicia.
El 15 de diciembre de 2016, el Tribunal Supremo de Justicia de Venezuela emitió un fallo sobre el recurso de amparo presentada por Rondón para el registro de su hijo con los apellidos de ambas madres. El dictamen reconoció la doble maternidad de Soto y Rondón, con lo que se convirtieron en las primeras mujeres lesbianas en la historia de Venezuela en ser reconocidas legalmente como madres conjuntas de un niño.
En enero de 2017, el Consejo Nacional Electoral acató el dictamen de la corte y emitió la nueva acta de nacimiento del hijo de Soto y Rondón.